# MacKay Peak
MacKay Peak är en bergstopp i Antarktis. Den ligger i Sydshetlandsöarna. Argentina, Chile och Storbritannien gör anspråk på området. Toppen på MacKay Peak är 700 meter över havet, eller 205 meter över den omgivande terrängen. Bredden vid basen är 0,51 km.
Terrängen runt MacKay Peak är varierad. Havet är nära MacKay Peak åt sydväst. Trakten är glest befolkad. Närmaste befolkade plats är St. Kliment Ohridski Base, 10,1 kilometer norr om MacKay Peak. 